# Lijst van vlaggen van Brazilië
Dit is een lijst van vlaggen van Brazilië.

## Nationale vlag (perFIAV-codering)
|          | Civiele vlag | Staatsvlag | Oorlogsvlag |
| -------- | ------------ | ---------- | ----------- |
| Te land  | · ?          | · ?        | · ?         |
| Te water | · ?          | · ?        | · ?         |

## Vlaggen van bestuurders
| Vlag | Periode | Functie                             | Beschrijving                                      |
| ---- | ------- | ----------------------------------- | ------------------------------------------------- |
|      |         | Vlag van de president van Brazilië. | Het wapen van Brazilië op een groene achtergrond. |

## Militaire vlaggen
De oorlogsvlag is reeds in de eerste tabel vermeld.
| Vlag | Periode | Functie | Beschrijving                                                   |
| ---- | ------- | ------- | -------------------------------------------------------------- |
|      |         | Geus.   | Een blauwe vlag met 21 witte sterren in de vorm van een kruis. |